# Q2K
Q2K – album grupy Queensrÿche wydany w 1999 roku. 
Według danych z kwietnia 2002 album sprzedał się w nakładzie 147,396 egzemplarzy na terenie Stanów Zjednoczonych.

## Lista utworów
1. "Falling Down"  – 4:28
2. "Sacred Ground"  – 4:12
3. "One Life"  – 4:48
4. "When The Rain Comes"  – 5:05
5. "How Could I?"  – 3:44
6. "Besides You"  – 5:14
7. "Liquid Sky"  – 4:53
8. "Breakdown"  – 4:11
9. "Burning Man"  – 3:42
10. "Wot Kinda Man"  – 3:15
11. "Right Side Of My Mind"  – 5:51
12. "Join now" - 4:33

## Twórcy
- Geoff Tate - wokal
- Kelly Gray - gitara
- Michael Wilton - gitara
- Eddie Jackson - gitara basowa
- Scott Rockenfield - perkusja